# Turkse algemene verkiezingen 1969
De Turkse algemene verkiezingen van 1969 vonden plaats op 12 oktober 1969 en leverden winst op voor de regerende Gerechtigheidspartij (AP) van premier Süleyman Demirel. Zijn partij behield een absolute meerderheid van 256 zetels op 450 zetels (winst van 16 zetels) ondanks het feit dat verschillende dissidenten uit de partij als onafhankelijken verkozen werden.
Ook oppositiepartij Republikeinse Volkspartij (CHP) van voormalig president en premier Ismet Inönü boekte onder de slogan "Links van het centrum" een winst van 9 zetels en behaalde 143 zetels. Ook de confessionele Unie Partij behaalde winst (van 1 naar 8 zetels). Verliezers waren de Natie Partij (uiterst rechts), de Turkse Arbeiderspartij (links), de Nationale Actie Partij (boerenpartij), de Partij van het nieuwe Turkije en de Partij van het Vertrouwen.
De opkomst was erg klein, vooral in de grote steden. Een mogelijke verklaring was het wantrouwen van de kiezers in de politici om de economische problemen op te lossen.
Op 3 november 1969 werd een nieuw kabinet onder premier Demirel samengesteld.

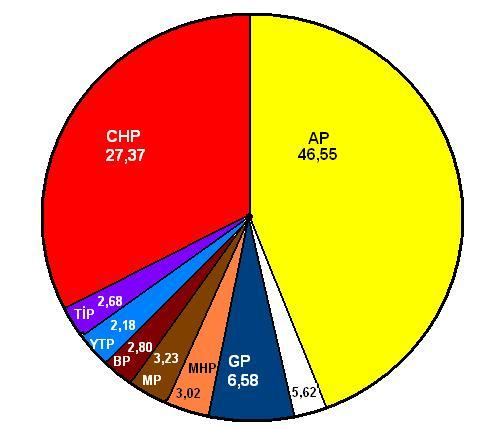
Behaalde percentages van de stemmen

Parlement: 1946 · 1950 · 1954 · 1957 · 1961 · 1965 · 1969 · 1973 · 1977 · 1983 · 1987 · 1991 · 1995 · 1999 · 2002 · 2007 · 2011 · 2015 (jun) · 2015 (nov) · 2018 · 2023

President: 1923 · 1927 · 1931 · 1935 · 1938 · 1939 · 1943 · 1946 · 1950 · 1954 · 1957 · 1961 · 1966 · 1973 · 1982 · 1989 · 1993 · 2000 · 2007 · 2014 · 2018 · 2023

Lokaal: 1930 · 1946 · 1950 · 1955 · 1963 · 1968 · 1973 · 1977 · 1984 · 1989 · 1994 · 1999 · 2004 · 2009 · 2014 · 2019 · 2024

Referendum: 1961 · 1982 · 1987 · 1988 · 2007 · 2010 · 2017